# Hymenachne patens
Hymenachne patens är en gräsart som beskrevs av L.Liou. Hymenachne patens ingår i släktet Hymenachne och familjen gräs. Inga underarter finns listade i Catalogue of Life.